# Pterostichus soperi
Pterostichus soperi är en skalbaggsart som beskrevs av Ball. Pterostichus soperi ingår i släktet Pterostichus och familjen jordlöpare. Inga underarter finns listade i Catalogue of Life.